# Вирджинский план Конституции

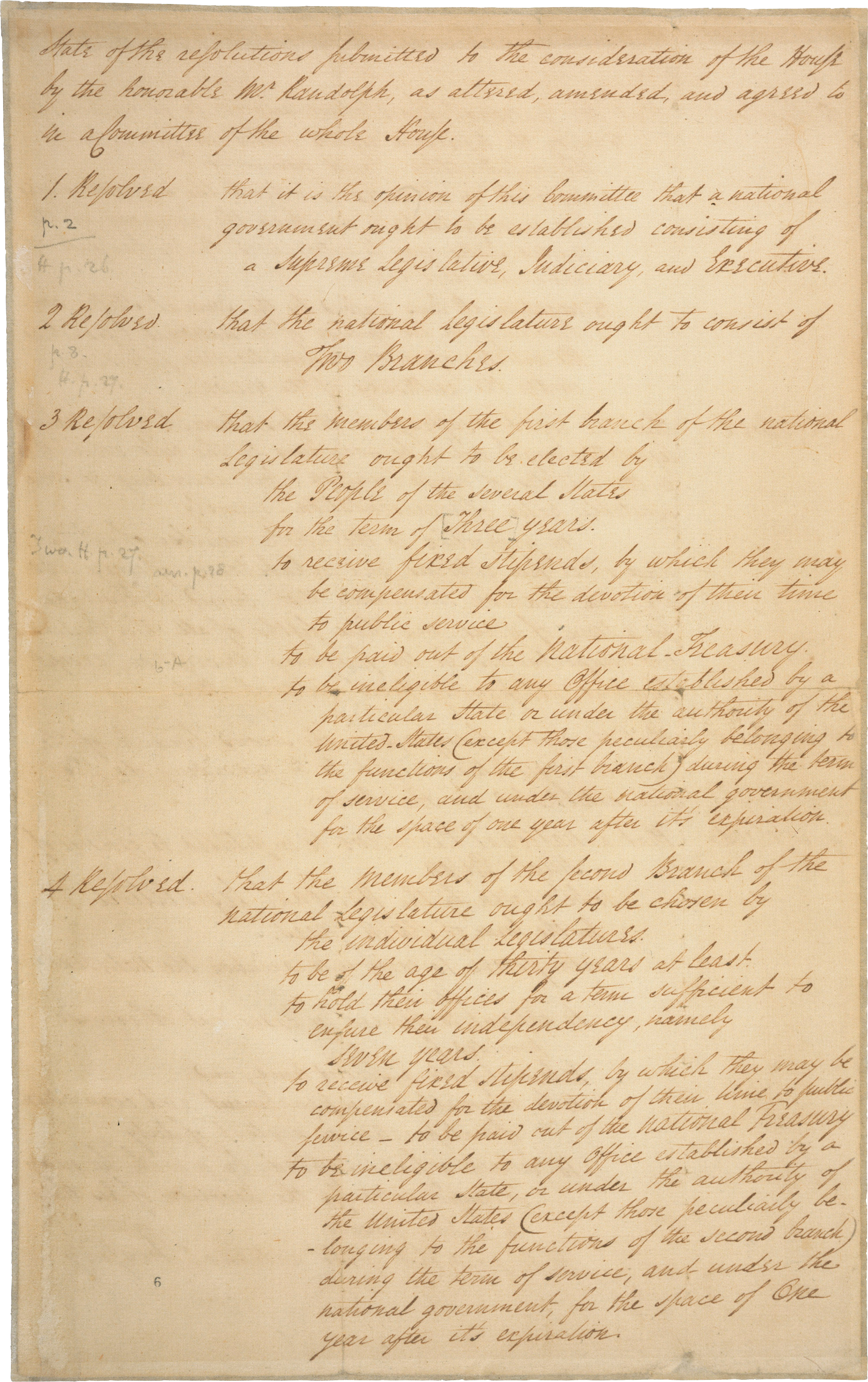
Первая страница вирджинского проекта конституции.

Вирджинский план Конституции, известный так же как План Рэндольфа, или План больших штатов, или План Вирджиния — проект конституционного устройства США, предложенный на Конституционном конвенте 1787 года. План подразумевал создание правительства из трёх ветвей власти и двухпалатное Законодательное собрание. Авторами проекта были Джеймс Мэдисон и Эдмунд Рэндольф. План важен тем, что предопределил направление дебатов на конвенте и породил саму идею пропорционального представительства в легислатуре. Но он больше соответствовал интересам крупных штатов с большим населением, что вызвало недовольство маленьких штатов, которые для защиты своих интересов выдвинули свой собственный «План Нью-Джерси».

### Статьи
- Charles F. Hobson. The Virginia Plan of 1787: A Note on the Original Text (англ.) // Proceedings of the American Philosophical SocietyThe Quarterly Journal of the Library of Congress. — Library of Congress, 1980. — Vol. 32, iss. 2. — P. 201-214.